# Бен Браудер
Роберт Бенедикт «Бен» Браудер (англ. Robert Benedict «Ben» Browder, нар. 11 грудня 1962) — американський актор і письменник, відомий своїми ролями, як Джон Крайтон в т/с «На краю Всесвіту» і Кемерон Мітчелл у т/с «Зоряна брама: SG-1».

## Біографія

### Ранні роки
Народився в Мемфісі, штат Теннессі, Браудер виріс у місті Шарлотт, штат Північна Кароліна. Його батьки були власниками гоночного автомобіля і оператори. Відвідував університет Фурмана в Грінвіллі, Південна Кароліна і закінчив зі ступенем в області психології. Він був зоряним гравцем у футбольній команді Фурмана. Навчався в Центральній школі мови і драми в Лондоні.

### Кар'єра
Браудер з'явився на другорядну роль на американському телешоу «Вечірка на п'ятьох», як Сем Броуді у 3-му сезоні в 1997 р. Браудер і Буллер переїхали зі своїми двома дітьми в Австралію під час виробництва «На краю Всесвіту» (1999—2003), на якій Браудер знявся в ролі американського астронавта Джона Крайтона. Буллер також зіграв кілька ролей як гість на телешоу. Сімейна пара повернулася в Сполучені Штати в 2003 р. після перерви проекту «На краю Всесвіту». За нього він отримав два премії «Сатурн» за найкращу чоловічу роль. Він з'явився у фільмі 2004 р. «Вбивця всередині», в якому знімалися С. Томас Хавелл і Шон Янг. У тому ж році він зобразив актора Лі Меджорса у телефільмі «За камерою: Несанкціонована історія Ангелів Чарлі».
Він повернувся, щоб зіграти Джона Крайтона в міні-серіалі 2004 р. телеканалу SciFi Channel «На краю Всесвіту: Битва за мир». Міні-серіал залишив відкриті сюжетні лінії та можливість для майбутніх пригод.
Жовтень 2003 р. відзначений випуском аудіокниги «Порушники», роман, написаний Аланом Діном Фостером і озвучений Браудером.
У січні 2005 р. Браудер озвучив персонаж Варфоломія Алоізія «Кажан» Лаша в епізоді мультсеріалу «Ліга справедливості» під назвою «Одного разу і майбутня річ, частина 1: Дивні західні казки».
Браудер повернувся до Sci-Fi Channel, приєднавшись до акторського складу т/с «Зоряна брама SG-1» для його дев'ятого сезону, в 2005 р. він зіграв підполковника Камерона Мітчелла, нового командира SG-1. Колега за т/с «На краю Всесвіту» Клаудія Блек з'явилася у восьмому епізоді SG-1 під назвою «Прометей» і знову протягом перших епізодів дев'ятого сезону, перш ніж стати постійним членом акторського складу на початку десятого сезону в 2006 р. Кілька епізодів «Зоряної брами SG-1», в першу чергу «200», комічно посилалися на т/с «На краю Всесвіту» з персонажами Браудером і Блек. На додаток до того Браудер також виконав більшість своїх трюків самостійно.
У 2012 р. Браудер з'явився в 7-му сезоні «Доктора Хто» «Місто під назвою Милосердя». Він був знятий в Альмерії, Іспанія в березні 2012-го.
Браудер грає роль Макса, Двірника, у фільмі «Погані діти відправляються в пекло» (2012), заснованому на найпродаванішому однойменному графічному романі.

## Особисте життя
Бен зустрів свою дружину Франческу Буллер, навчаючись у Лондонській центральній школі мовлення та драми у 1989 році. Бен і Франческа мають двох дітей.
Його улюблений фільм — «Єремія Джонсон» (1972).
Бен — величезний фанат наукової фантастики.

## Фільмографія

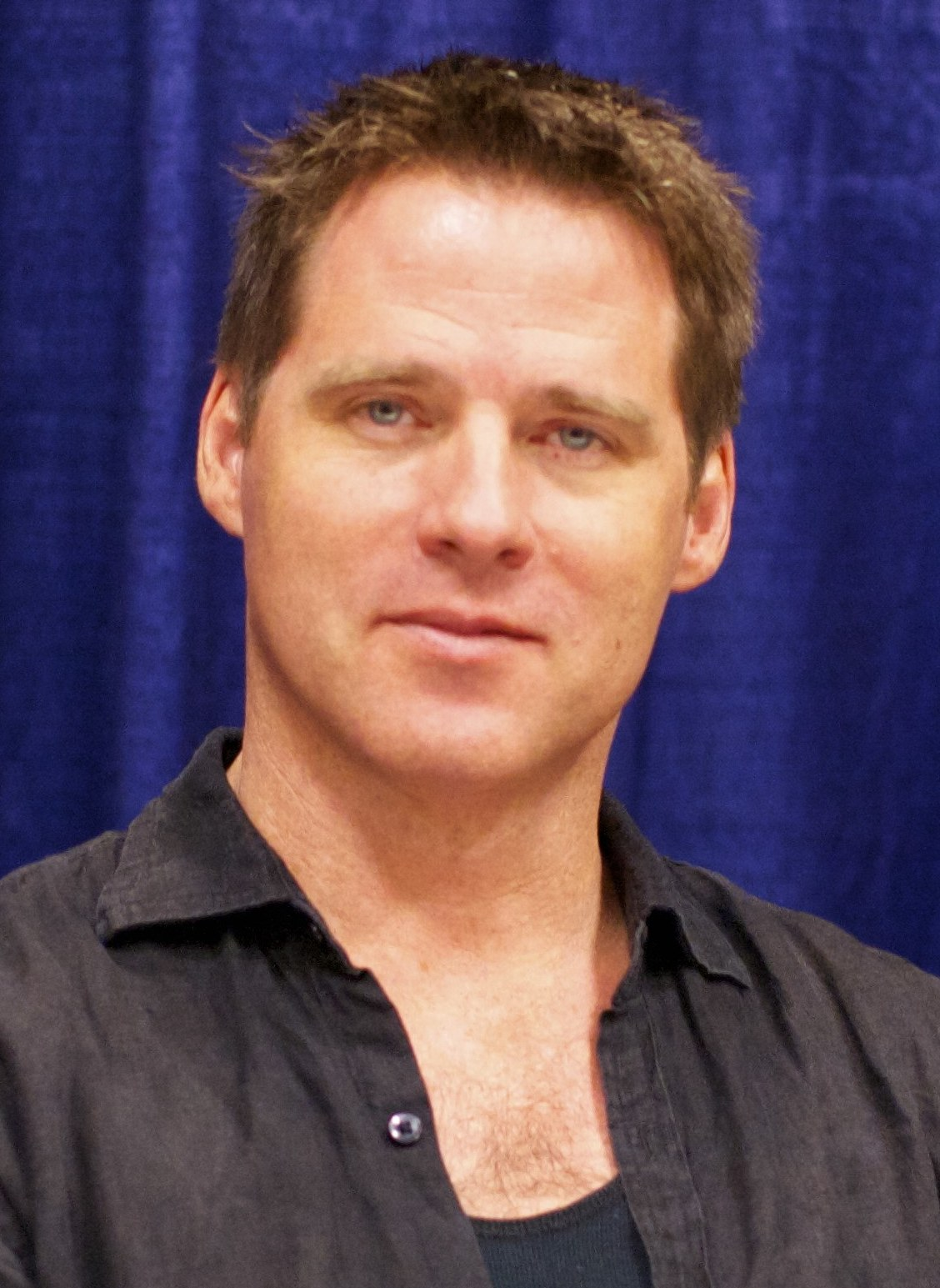
Бен Браудер у 2010 році.

### Фільми
| Рік  | Назва                                           | роль                 | Примітки                                                           |
| ---- | ----------------------------------------------- | -------------------- | ------------------------------------------------------------------ |
| 1978 | Світ Дункана                                    | Гейтс                |                                                                    |
| 1990 | Мемфіська красуня                               | Капітан Рукі         |                                                                    |
| 1991 | Привілейовані доньки                            | Ренді                | Телефільм                                                          |
| 1991 | Поцілунок перед смертю                          | Томмі Расселл        |                                                                    |
| 1992 | Секрети                                         | Вільям «Білл» Варвік | Телефільм                                                          |
| 1995 | Великі мрії і розбиті серця: Історія Дотті Вест | Аль Вінтерс          | Телефільм                                                          |
| 1996 | Безневинні жертви                               | Гері Ітбурн          | Телефільм                                                          |
| 1997 | Невада                                          | Шелбі                |                                                                    |
| 1997 | Сталеві колісниці                               | Д.Дж. Такер          | Телефільм                                                          |
| 1997 | Поганий до мозку кісток                         | Брент                | Телефільм                                                          |
| 1998 | Небо у вогні                                    | Гонщик               | Телефільм                                                          |
| 1998 | Boogie Boy                                      | Фредді               |                                                                    |
| 2004 | Вбивця всередині                                | Сем Мосс             |                                                                    |
| 2004 | На краю Всесвіту: Битва за мир                  | Джон Крайтон         | Телефільм Премія «Сатурн» за найкращу чоловічу роль на телебаченні |
| 2008 | Зоряна брама: Ковчег правди                     | Кемерон Мітчелл      |                                                                    |
| 2008 | Зоряна брама: Континуум                         | Кемерон Мітчелл      |                                                                    |
| 2012 | Погані діти відправляються в пекло              | Макс                 |                                                                    |
| 2014 | Пригоди Роборекса                               | Роберт Міллер        |                                                                    |
| 2014 | Dead Still                                      | Брендон Девіс        | Телефільм                                                          |
| 2015 | Погані діти відправляються в пекло 2            | Макс                 | Постпродакшн                                                       |

### Телебачення
| Рік       | Назва                  | Роль            | Примітки                          |
| --------- | ---------------------- | --------------- | --------------------------------- |
| 1992      | Сутінкові хлопчикиt    | Тайлер Клер     |                                   |
| 1993      | Грейс у вогні          | Ерік            |                                   |
| 1994      | Район Мелроуз          | Адам            | Епізод: «Дві місіс Мансініс»      |
| 1994      | Аллея грому            | Маркус          |                                   |
| 1994      | Вона написала вбивство | Оллі Рудман     |                                   |
| 1996      | Незнайомці             | Ерік            | Епізод: «Мій Ворд, мій хранитель» |
| 1996–1997 | Вечірка на п'ятьох     | Сем Броді       | 10 епізодів                       |
| 1999–2003 | На краю Всесвіту       | Джон Крайтон    | 88 епізодів                       |
| 2003      | CSI: Маямі             | Денні Максвелл  |                                   |
| 2005      | Ліга справедливості    | Бет Леш         |                                   |
| 2005–2007 | Зоряна брама SG-1      | Кемерон Мітчелл | 40 епізодів                       |
| 2012      | Чак                    | Рон             |                                   |
| 2012      | Доктор Хто             | Айзек           |                                   |
| 2013–2014 | Стріла                 | Тед Гейнор      | 2 епізоди                         |